# Зайончково (Слупський повіт)
Зайончково (пол. Zajączkowo) — село в Польщі, у гміні Кобильниця Слупського повіту Поморського воєводства.
Населення — 183 особи (2011).
У 1975—1998 роках село належало до Слупського воєводства.

## Демографія
Демографічна структура станом на 31 березня 2011 року:
|          | Загалом | Допрацездатний вік | Працездатний вік | Постпрацездатний вік |
| -------- | ------- | ------------------ | ---------------- | -------------------- |
| Чоловіки | 94      | 19                 | 67               | 8                    |
| Жінки    | 89      | 18                 | 59               | 12                   |
| Разом    | 183     | 37                 | 126              | 20                   |